# Eremiaphila hebraica
Eremiaphila hebraica è una specie di mantide religiosa appartenente al genere Eremiaphila.